# Canthydrus octoguttatus
Canthydrus octoguttatus là một loài bọ cánh cứng trong họ Noteridae. Loài này được Zimmermann miêu tả khoa học đầu tiên năm 1921.